# Bosnische Pyramiden

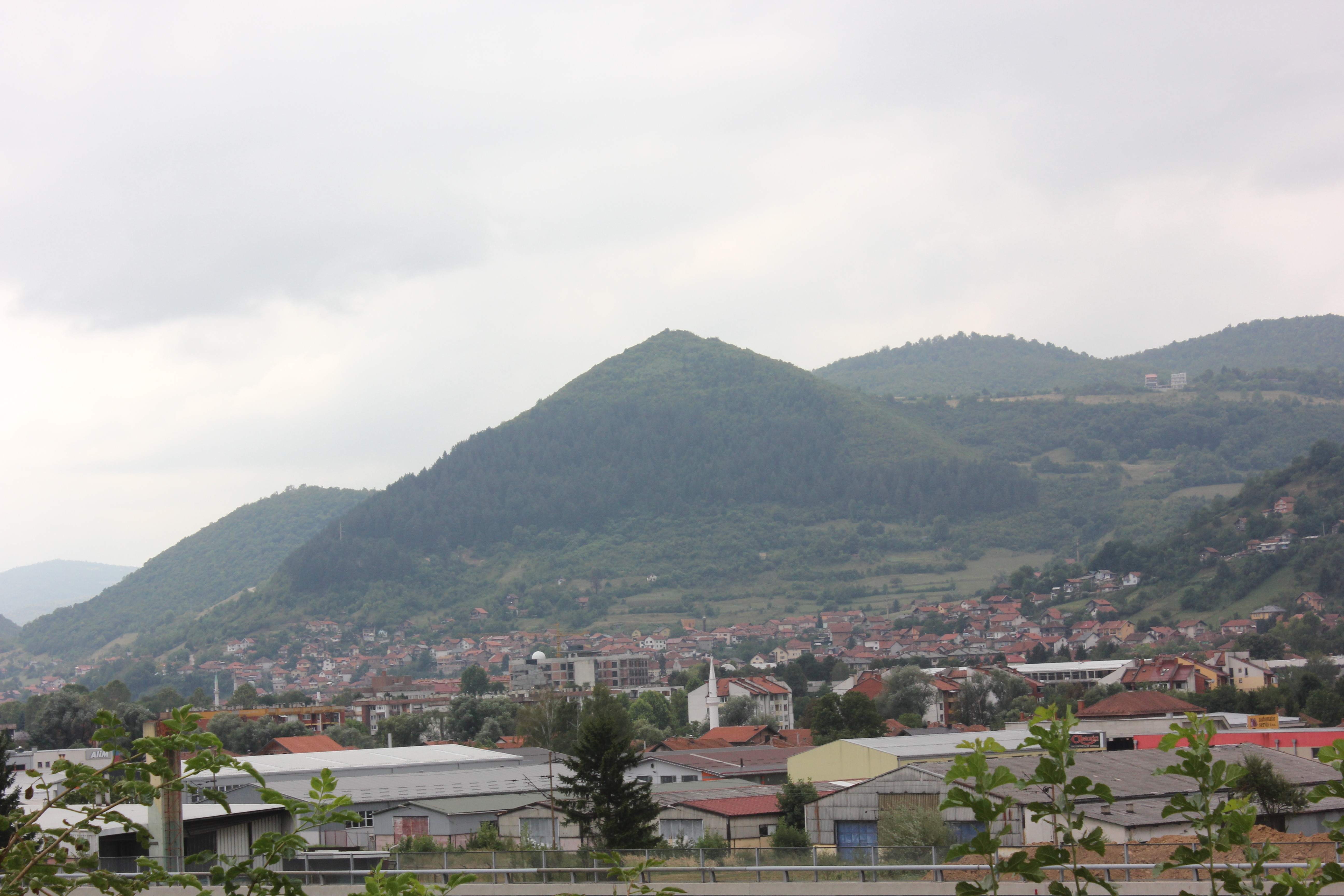
Blick auf die sogenannte „Pyramide der Sonne“

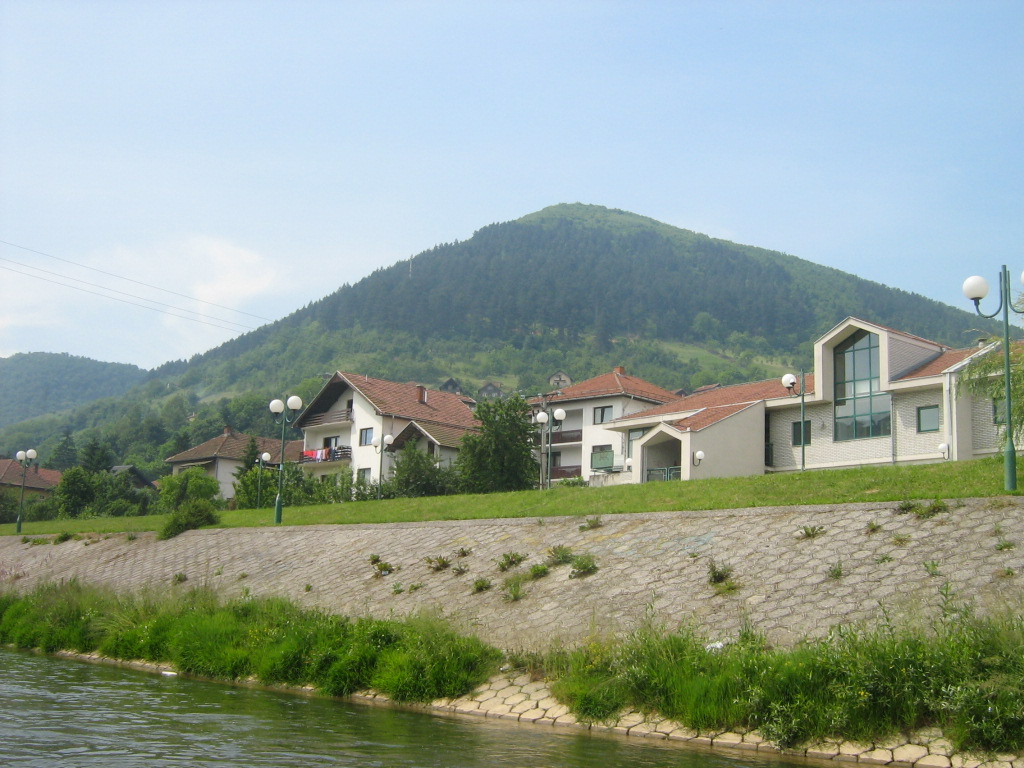
Der Blick auf den Hügel Visočica und die Stadt Visoko im Jahr 2007.

Bei den sogenannten Bosnischen Pyramiden handelt es sich um eine Behauptung des amerikanisch-bosnischen Bauunternehmers und Esoterikers Semir Osmanagić. Er behauptet, unweit der Stadt Visoko in Bosnien und Herzegowina befänden sich mehrere menschengemachte Pyramiden, für die er ein Alter von rund 12.000 oder 30.000 Jahren annimmt. Der Berg Visočica sei in Wahrheit die „Pyramide der Sonne“ und als solche die erste ihrer Art in Europa. Die Plješevica sei die „Pyramide des Mondes“. Außerdem befinde sich in der Nähe eine dritte Pyramide, die „Pyramide des Bosnischen Drachen“.
Osmanagićs Aussagen werden von Geologen, Geschichtswissenschaftlern und Archäologen, soweit sie überhaupt rezipiert werden, einhellig abgelehnt.

## Entstehung der Hypothese
Die Idee, unter dem Berg Visočica könne sich ein „uraltes“ Bauwerk verbergen, wurde erstmals durch den Geschäftsmann Semir Osmanagić veröffentlicht, der in der Gegend Steinblöcke und „Mörtel“ fand, die seiner Meinung nach früher das Bauwerk abdeckten. Osmanagić, der als Bauunternehmer in Texas zu Vermögen gelangt war, gab Anfang 2006 bekannt, dass Grabungen mit einem internationalen Team aus Australien, Österreich, Bosnien und Herzegowina, Schottland und Slowenien durchgeführt würden. Die Ausgrabungen begannen im April 2006. Viele der angeblich beteiligten Archäologen gaben an, die Teilnahme abgelehnt zu haben und niemals vor Ort gewesen zu sein.

## Osmanagićs Behauptungen
Osmanagić bezeichnete die Visočica als „Pyramide der Sonne“ und zwei nahe gelegene Hügel als „Pyramide des Mondes“ und „Pyramide des (bosnischen) Drachen“. In einigen seiner Artikel ist von zwei weiteren Pyramiden die Rede, eine davon sei die „Pyramide der Erde“. Zeitungsberichten zufolge glaubt Osmanagić, dass sie vom Volk der Illyrer erbaut wurden, das zwar erst seit dem 6. Jahrhundert v. Chr. auf dem Balkan belegt ist, seiner Meinung nach aber bereits seit 12.000 v. Chr. hier lebte, also vor dem Ende der letzten Eiszeit.
In einem Interview mit Philip Coppens für das NEXUS Magazin gab Osmanagić an, man habe ihn missverstanden: Er habe nicht behauptet, dass die Pyramiden um 12.000 v. Chr. erbaut worden seien, sondern nur, dass die Illyrer zwischen 12.000 und 300 v. Chr. lebten und die Pyramiden demnach in diesem Zeitraum erbaut worden sein müssten. Auf der Website der bosnischen Pyramiden wird er hingegen wie folgt zitiert:

„Das nächste Jahr, 2007, wird durch das Erstaunen der Menschheit gekennzeichnet sein, die sich fragt, wie ein so kolossales Bauwerk vor dem Ende der letzten Eiszeit erbaut werden konnte.“

sowie

„In Sachen Altersbestimmung gibt es immer mehr Hinweise darauf, dass der Hauptkomplex der Pyramide vor dem Ende der letzten Eiszeit fertiggestellt wurde – ein Hinweis darauf, dass es einen weltweiten Plan gab, diese Bauwerke zu errichten.“

Laut Osmanagić hätten seine Untersuchungen bewiesen, dass sich behauene Steine und Tunnel unter dem Berg befinden. Osmanagić behauptete wiederholt, dass seine Entdeckungen bei Visoko weitreichende Auswirkungen auf das Verständnis der Menschheitsgeschichte haben würden. Er vergleicht die Höhen der größten Pyramiden der Erde in Mexiko und Ägypten mit der Visočica und folgert, dass all diese Pyramiden von denselben Menschen erbaut worden sein könnten, wobei die bosnische Pyramide der Sonne als letzte und größte erbaut worden sei. Wenig später zog er diese Aussage zurück und sagte, dass die Visočica vielmehr die „Mutter aller Pyramiden“ sei, mit versteckten Nachrichten für spätere Generationen.
Osmanagić nimmt für die „Sonnenpyramide“ eine Höhe von 220 m an, andere Berichte sprechen von 70 oder 100 Metern. Wären es tatsächlich 220 Meter, so wäre die Sonnenpyramide ein Drittel höher als die Große Pyramide von Gizeh und demnach die größte der Welt.
International bekannt wurden die Behauptungen unter anderem durch mehrfache Besuche des serbischen Tennisspielers Novak Đoković, der ab 2020 mehrfach zu den Bergen reiste, die er als „Energie-Pyramiden“ bezeichnet. Die Besucherzahlen wuchsen daraufhin.

## Ablehnung und Kritik der Hypothese

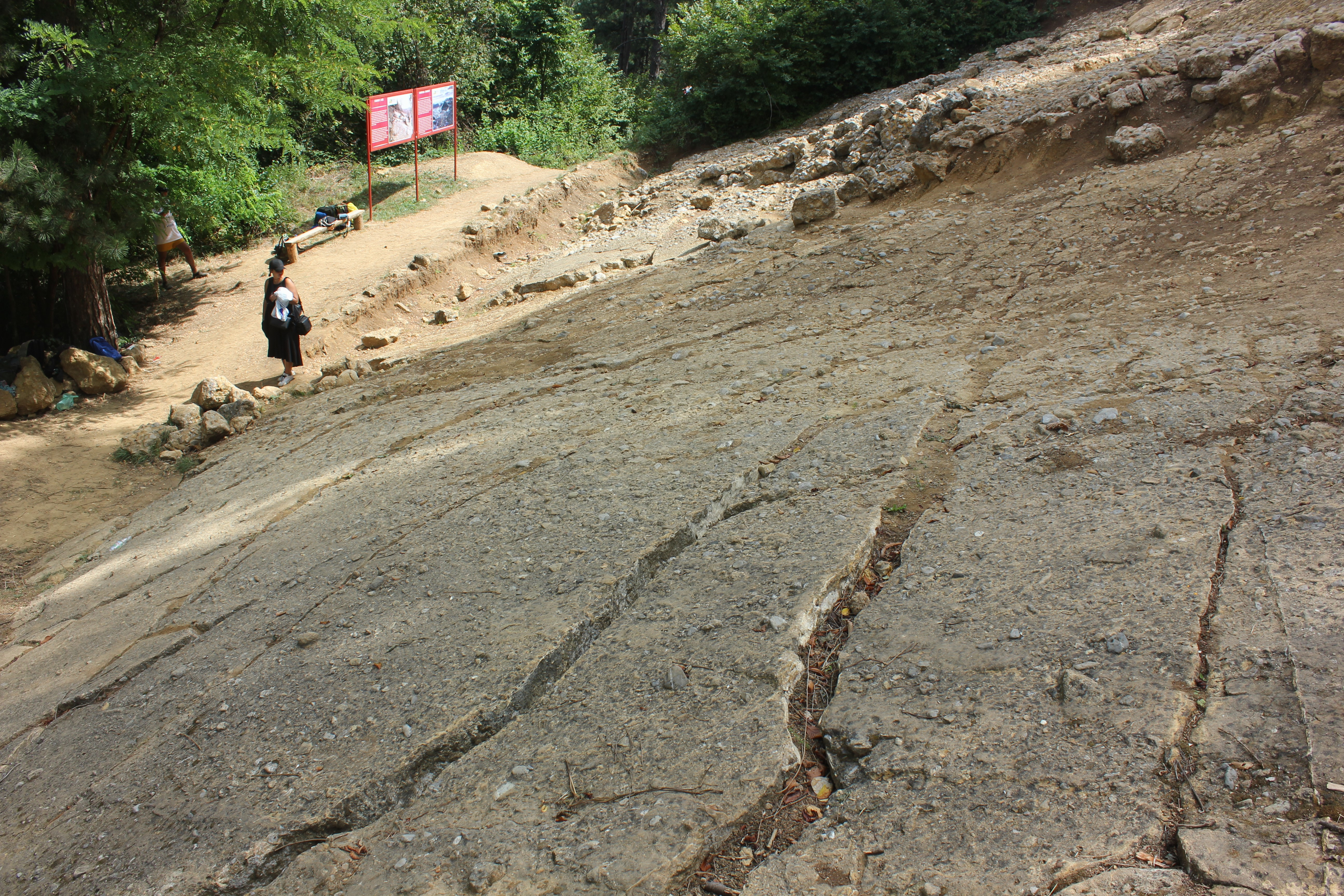
Brekzie von Visoko

Aus geologischer Sicht ist die rechteckige Form der Hügel auf die Eigenschaften der Brekzie, des Sedimentgesteins zurückzuführen, aus dem die Berge bestehen. Dieses Gestein ist aus plattenförmigen eckigen Brocken aufgebaut, die bei flüchtiger Betrachtung künstlich behauenen Steinen ähneln. Es bildet daher auch auffällig eckige Geländeformen. Im Berg entdeckte Tunnel wurden von John Bohannon 2006 in einem Aufsatz in der Fachzeitschrift Science als Überreste alter Minen und kleinere Mauern als Ruinen mittelalterlicher Wasserbecken identifiziert.
Im Juni 2006 haben zahlreiche namhafte Wissenschaftler einen Protestbrief unter dem Titel Bosnian Pyramids: A pseudoarchaeological myth and a threat to the existing cultural and historical heritage of Bosnia-Herzegovina an den Generalsekretär der UNESCO verfasst, in dem sie eindringlich vor Semir Osmanagić und seinem Vorhaben warnen. Im Dezember 2006 wurde zudem eine Protestnote gegen die Unterstützung der Pyramidenhypothese und der diesbezüglichen Forschungen durch die bosnischen Behörden verfasst. Die Forscher beklagen mangelnde Unterstützung der seriösen Archäologie in Bosnien zugunsten der pseudowissenschaftlichen Pyramidentheorie. Des Weiteren wurde die Zerstörung realer Artefakte etwa der neolithischen Butmir-Kultur durch die unsachgemäßen Grabungen von Osmanagić und seinem Team befürchtet. Archäologen der Universität Kiel sprechen sogar von einem bewussten Schwindel, da es den Ausgrabungsversuchen an Professionalität mangele und Osmanagić „pseudowissenschaftliche Analysen zu den Funden“ publiziere.
Die Archäologin Silvana Cobanov, die 2006 Ausgrabungen in Pljesevica geleitet hatte, schrieb den Mitgliedern des Aufsichtsrates der Osmanagic Foundation unter anderem, es falle ihr im Rückblick schwer, sich und anderen einzugestehen, dass sie nur äußerlich die Leitung auf dem Grabungsfeld innehatte, und dass es ihr nicht gelungen sei, einen Mitarbeiter zu veranlassen, seine Beobachtungen und Schlussfolgerungen fachgerecht zu dokumentieren, oder einen anderen davon abzuhalten, mal hier ein bisschen und mal dort ein bisschen zu graben. Die eigentliche Kontrolle habe hingegen Goran Cakic gehabt, der kein Archäologe, sondern Maschinenbauingenieur gewesen sei. In Bezug auf die Ausgrabung eines rechteckigen Objektes am Fuß einer der angeblichen Pyramiden informierte sie Osmanagic, dass es sich um „sehr instabile Trockenmauern“ neueren Datums handle. „Ich habe protestiert, dass man nicht von einem Grab oder Eingang zur Pyramide oder einem prähistorischen Militärposten sprechen solle... Und es ist meiner Meinung nach unehrlich, den Besuchern gegenüber solche unfundierten Vermutungen zu äußern. Das heißt also abschließend: In Pljesevica haben wir kein einziges archäologisches Artefakt gefunden...“
2012 wurde die bislang letzte Untersuchung, durchgeführt von den englischen Wissenschaftlern Dougal Jerram (Geologe) und Henry J. Chapman (Archäologe), von einem Team von National Geographic in einem Dokumentarfilm dargestellt. Die beiden Forscher kamen zum Schluss, dass alles, was sie gesehen hatten, „die Hinterlassenschaften von See- und Flusssedimenten sind, die vor mehreren Millionen Jahren abgelagert wurden.“ Sie hätten keine Spuren von archäologischem Material gesehen; sie seien hingegen Zeugen „methodisch schlechter Praxis geworden, die jegliche archäologischen Überreste, die dort sein könnten, wirksam zerstören würde.“

## Geplante Aktivitäten
Die Stiftung The Archaeological Park: Bosnian Pyramid of the Sun hat 2005 einen Plan ihrer Aktivitäten für 2006 bis 2010 herausgegeben. Für 2006 plante Osmanagić, die Spitze der „Pyramide der Sonne“ zu restaurieren, Verkehrsverbindungen in der Region auszubauen und ein Marketingprogramm zu starten. Bis 2010 wollte er das Gebiet als UNESCO-Weltkulturerbe anerkennen lassen. Die Stiftung ließ für sich die Namen Bosnische Pyramide der Sonne, Bosnische Pyramide des Mondes, Pyramide des bosnischen Drachen sowie Bosnisches Tal der Pyramiden registrieren und schützen. Trotz der Unterstützung durch bosnische Behörden verliefen die Pläne im Sand.

## Kontroverse um Izmo Guglić
Die „Affäre Izmo Guglić“ ist ein Hoax eines als Izmo Guglić bekannten Bloggers. Im Februar 2008 sandte Guglić zwei inhaltlich sinnlose, jedoch wissenschaftlich klingende Arbeiten zur Veröffentlichung an die Website von Semir Osmanagić. Er hatte sie unterzeichnet mit „Dr. phil. Amer Kovačević“. Auf persönliche Empfehlung von Osmanagić wurden beide Arbeiten sofort veröffentlicht. Eine der beiden Arbeiten wurde von einem Mitglied seines Teams ins Englische übersetzt. Kurz darauf folgte die Veröffentlichung eines ähnlichen Artikels von Osmanagićs Mitarbeiter Davorin Vrbančić. Dieser war sichtlich inspiriert von den Veröffentlichungen des Dr. phil. Amer Kovačević.
Auch nachdem Izmo Guglić in seinem Blog bekanntgegeben hatte, dass beide Artikel ein Hoax seien und dass „Dr. phil. Amer Kovacevic“ eine erfundene Person ist, wurde der Artikel von der Website des Projekts von Semir Osmanagić nicht entfernt.
Guglićs Projekt weist Ähnlichkeit mit der „Sokal-Affäre“ oder dem „James-Randi-Projekt Alpha“ auf, die erfunden wurden, um pseudowissenschaftliches Vorgehen zu entlarven.

## Konzeptionelle Verbindung zu Atlantis
Osmanagić, der auch unter seinem amerikanischen Namen „Sam Osmanagich“ veröffentlicht hat, ist Autor des Buches The World of the Maya, das Beziehungen der Maya zu Atlantis und Lemuria behauptet. Sein Konzept ähnelt dem von William James Perry und Grafton Elliot Smith (1871–1937) im Buch Kinder der Sonne (1923), wonach alle antiken Zivilisationen ihre Wurzeln im antiken Ägypten hätten. Osmanagić fügte diesem Konzept die „untergegangenen Zivilisationen“ von Atlantis und Lemuria hinzu.
In der heutigen Forschung gelten solche Hypothesen als längst widerlegt (vgl. Diffusionismus). Die von Smith und Perry aufgestellten Thesen wurden aufgrund methodischer Fehler von der Fachwelt damals rasch verworfen. Geschichtsmodelle, die Atlantis behandeln, werden von der Mehrheit der Historiker und Archäologen als Pseudowissenschaft betrachtet.

## Film
- Menschen, Mythen und Legenden. Die Pyramiden von Bosnien. Österreich, 2014, 50:30 Min., Kamera: Rolando Menardi, Wolfgang Rauch, Produktion: epo-film, mokino Filmproduktion, ServusTV, Reihe: Menschen, Mythen und Legenden, Erstsendung: 10. Oktober 2014 bei ServusTV. (Beitrag, der entgegen dem Stand der Forschung an der Pyramiden-Theorie festhält.)
- Finding the Truth – Die Pyramiden von Bosnien[28]